# Jan-Axel Alavaara
Jerry Jan-Axel Alavaara, född 14 mars 1975 i Kiruna, är en svensk före detta professionell ishockeyspelare. Han var back till positionen och beskrivs som en bra passnings- och närkampsspelare. 
Alavaara började spela ishockey i moderklubben Kiruna AIF. Inför säsongen 1995/96 gick han över till elitserieklubben MoDo där han kom att spela i sex säsonger. Efter en match i SM-slutspelet 1998 körde Alavaara på domaren Thomas Andersson och blev avstängd i åtta månader (22 matcher), den längsta avstängningen någonsin i Elitserien. Säsongen 2001/02 kontrakterades han av Frölunda Indians, för vilka han representerade sju säsonger och vann två SM med (2003 och 2005). Han spelade en säsong i schweiziska ishockeyligan NLA för klubben Kloten Flyers där han noterades för 18 poäng på 47 spelade matcher. Mellan åren 2008 och 2011 spelade Alavaara för det tyska ishockeylaget Grizzly Adams Wolfsburg.
Inför säsongen 2011/12 skrev Jan-Axel kontrakt med elitserieklubben Skellefteå AIK, dock bröts detta kontrakt efter halva säsongen.
Alavaara avslutade säsongen 2011/12 i österrikiska EHC Linz, där han också blev österrikisk mästare med laget. Efter säsongen 2011/2012 avslutade Alavaara sin karriär och blev juniortränare i Modo Hockey.

## Klubbar
- Kiruna IF
- MODO Hockey 1995-2001
- Frölunda Indians 2001-2007
- Kloten Flyers, NLA 2007-2008
- Grizzly Adams Wolfsburg, DEL 2008-2011
- Skellefteå AIK 2011- 2012
- EHC Linz 2012